# إدوارد جون كينغ
إدوارد جون كينغ (بالإنجليزية: Edward John King)‏ هو محامي وسياسي أمريكي، ولد في 1 يوليو 1867 في سبرينغفيلد في الولايات المتحدة، وتوفي في 17 فبراير 1929 في واشنطن العاصمة في الولايات المتحدة. حزبياً، نشط في الحزب الجمهوري. وقد انتخب عضو مجلس نواب إلينوي وانتخب عضو مجلس النواب الأمريكي.